# Чин (горы)
Чин (Чин-Хилс; бирм. ချင်းတောင်တန်း) — горы в штате Чин, на северо-западе Мьянмы, которые вдаются в индийский штат Манипур. Они являются частью хребта Ракхайн.

## География
Горы Чин прилегают к горам Пакайн (Паткай), которые включают горы Лушаи и проходят через Нагаленд в Индии, а также частично в Мьянме. Горы Лушаи часто связывают с горами Чин, поскольку их топография, культура и история схожи.
Высшей точкой является гора Виктория, которая одновременно является наивысшей точкой хребта Ракхайн. Она расположена на юге штата Чин и достигает в высоту 3094 метра.
Крупнейший город в горах Чин — Пхалан — находится в их северной части.

## История
Район населён народом чин, люди которого похожи на своих соседей на западе народ Зоми. В дополнение к натуральному сельскому хозяйству люди Чин совершали набеги на Бирму в районе равнин рек Майитха[уточнить] и Чиндуин также, как и друг на друга. В 1888, британцы начали военную кампанию для уменьшения количества таких набегов, что привело к более мирной обстановке в провинции в 1896 и её административно присоединили к Бирме как специальное подразделение.

## Природа
В горах на высотах свыше 1000 метров расположен экорегион горные леса Чина и Ракхайна, которые являются домом для популяции слонов, а также араканской шиповой черепахи (Heosemys depressa), которой угрожает исчезновение. Этот экорегион покрыт лесами из таких видов, как сосна (Pinus), чайное (Camellia sinensis) и тиковое (Tectona grandis) деревья.
На нижних склонах гор Чин до высот порядка 1000 метров расположен экорегион дождевых лесов Мизорама-Манипура-Качина, который характеризуется полувечнозелёными дождевыми лесами.
Горы Чин в значительной степени сохраняют первозданную растительность, так как людей интересовали в первую очередь тиковые леса, а древесина прочих пород не представляла до последнего времени промышленной ценности.
Вокруг горы Виктория расположен одноименный национальный парк.